# Prostřední Dvůr
Prostřední Dvůr je malá vesnice, část města Vítkov v okrese Opava. Nachází se asi 2,5 km na východ od Vítkova. Prochází zde silnice II/462. V roce 2009 zde bylo evidováno 44 adres. V roce 2001 zde trvale žilo 82 obyvatel.
Prostřední Dvůr leží v katastrálním území Vítkov o výměře 26,68 km2.

## Historie
První písemná zmínka o obci pochází z roku 1806.

## Pamětihodnosti
- Kaple sv. Josefa

## Galerie

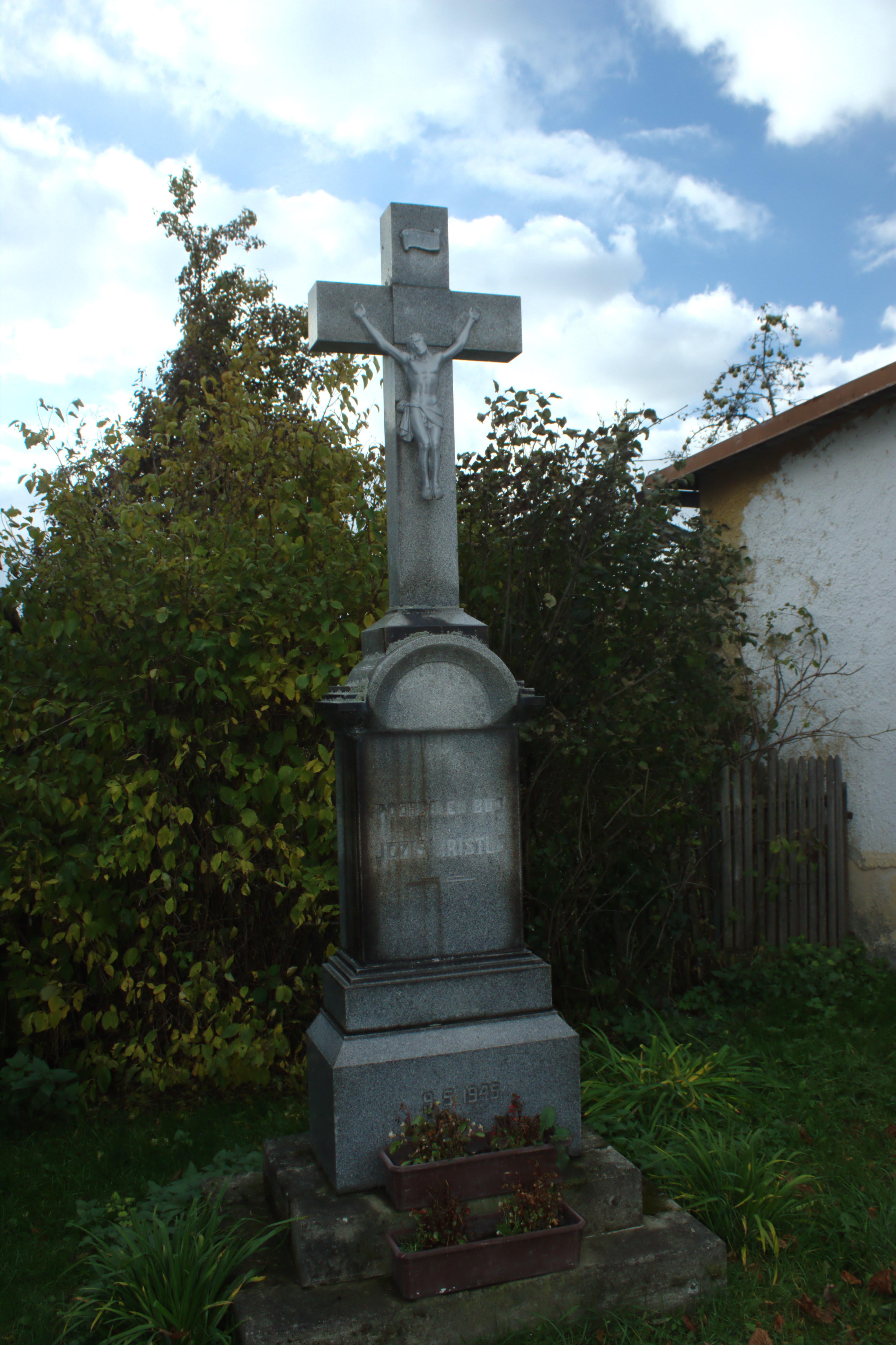
Kříž
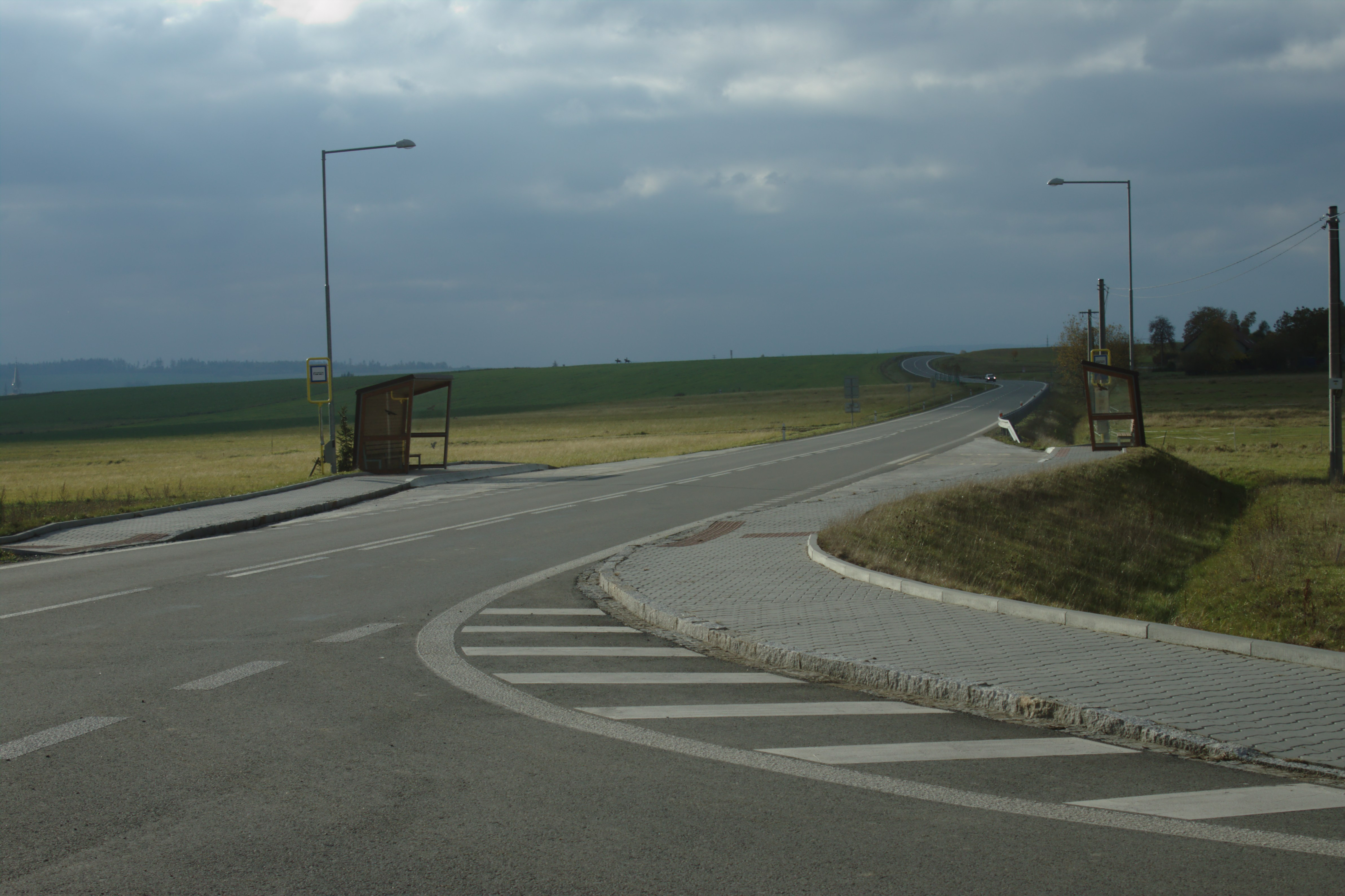
Autobusové zastávky
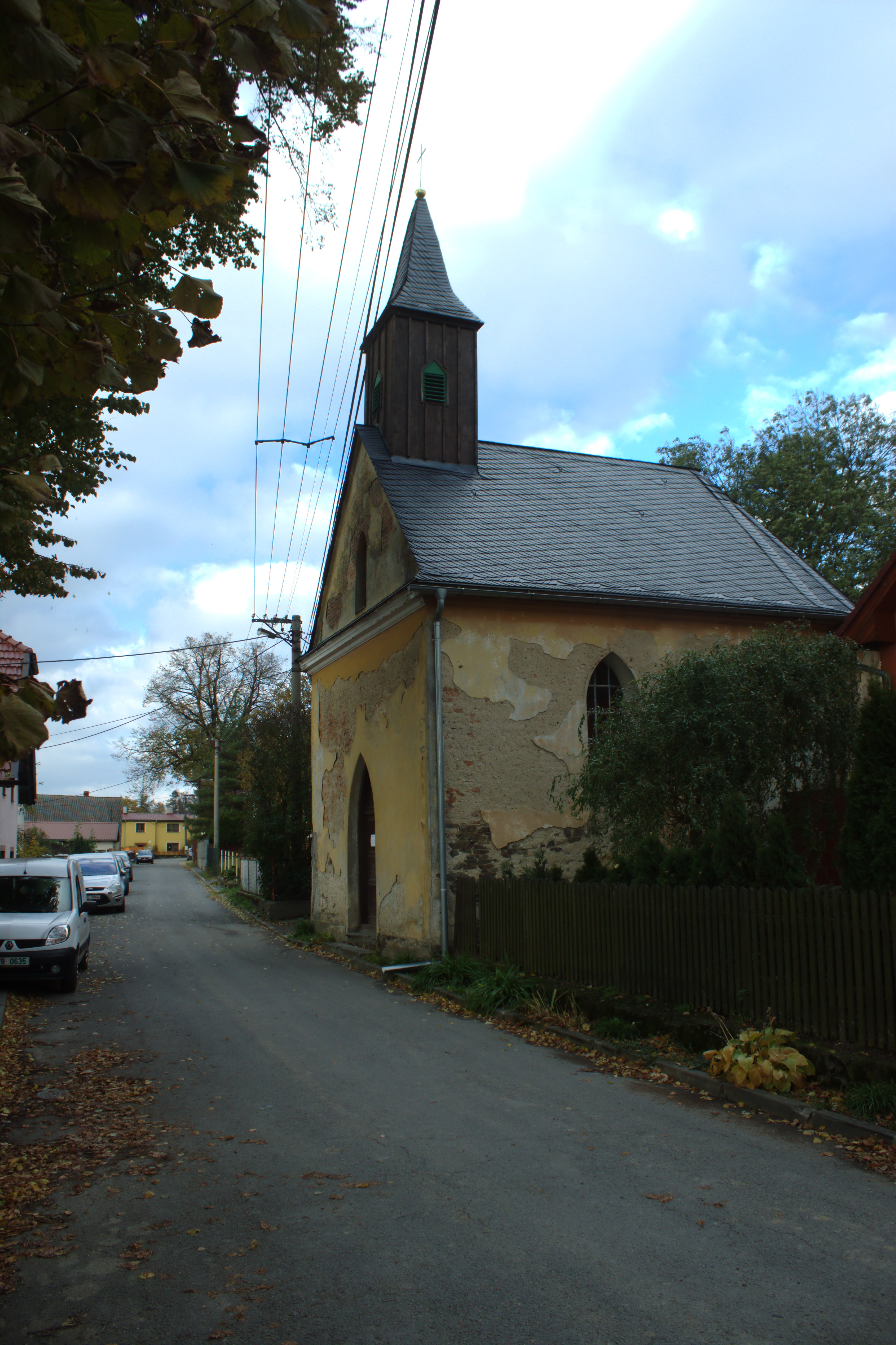
Kaple svatého Josefa